# Tagil
Der Tagil (russisch Таги́л, mansisch für „viel Wasser“) ist ein 414 km langer rechter Nebenfluss der Tura in Sibirien (Russland, Asien).

## Verlauf
Der Tagil entspringt am Osthang des Ural in der südwestlichen Oblast Swerdlowsk, etwa 50 km nordwestlich der Gebietshauptstadt Jekaterinburg. Von dort fließt er in nördlicher Richtung durch eine bewaldete Mittelgebirgslandschaft. Nach wenigen Kilometern erreicht er Werchni Tagil, wo er zum 2,6 km² großen Werchnetagilskoje wodochranilischtsche (russisch Верхнетагильское Водохранилище, auch Верхнетагильский пруд (Werchnetagilski Prud, Werchnetagilsker Teich)) aufgestaut ist, der der Fischereiwirtschaft dient.
Danach fließt der Targil weiterhin in nördlicher Richtung, wo er bald die Industriestadt Nischni Tagil, die größte Stadt an seinem Lauf, erreicht. Auch hier ist er zu einem Stausee aufgestaut, dem 9,84 km² großen Nischnetagilskoje wodochranilischtsche (russisch Нижнетагильское водохранилище, auch Нижнетагильский Пруд (Nischnetagilski Prud, Nischnetagilsker Teich)). Dieser dient der Brauchwasserversorgung der in Nischni Tagil ansässigen Montan-, Rüstungs- und Chemischen Industrie, darunter dem Stahlerzeuger NTMK (russisch Нижнетагильский металлургический комбинат (Nischnetagilski metallurgitscheski kombinat)) und dem Maschinenbauer und weltgrößten Panzerhersteller Uralwagonsawod (russisch Уралвагонзавод).
Nachdem er Nischni Tagil durchflossen hat, wendet sich der Tagil zunächst nach Nordwesten und tritt aus dem Ural ins Westsibirische Tiefland ein. Nach der Einmündung der Barantscha biegt er nach Osten und Nordosten ab, wo er in weiten Kurven den waldreichen Westen der Oblast Swerdlowsk durchfließt. Wenig später, kurz vor der Einmündung des Mugai, tritt der Wald weiter vom Fluss zurück, und der Uferbereich des Tagil wird vermehrt landwirtschaftlich genutzt. Unterhalb von Machnewo beginnt der Tagil sehr stark zu mäandrieren. In diesem Bereich bildet er zahlreiche Altarme aus. Kurz darauf erreicht der Tagil bei Bolotowskoje die Tura, in die er von rechts kommend einmündet.

## Hydrologie und Nutzung
Der Tagil ist durchschnittlich für 160 Tage von Anfang November bis in die zweite Aprilhälfte gefroren. Der Fluss wird gemischt von Regen und Schneeschmelzwasser gespeist, wobei Letzteres leicht überwiegt. Seine niedrigsten Abflusswerte weist er in Winter auf, während des Tauwetters im Frühling steigt der Wasserstand sehr stark an, und kann bis über drei Meter über dem normalen Stand liegen. Die höchsten Abflusswerte werden im April und Mai gemessen.
Neben der Brauchwassernutzung in Nischni Tagil dient der Tagil auch der Fischzucht, vor allem in seinem Oberlauf bei Werchni Tagil. Der Fluss ist schiffbar.